# Jürgen Eschert
Jürgen Eschert (Magdeburgo, 24 de agosto de 1941) es un deportista alemán que compitió en piragüismo en la modalidad de aguas tranquilas.
Participó en los Juegos Olímpicos de Tokio 1964, obteniendo una medalla de oro en la prueba de C1 1000 m. Ganó una medalla de bronce en el Campeonato Europeo de Piragüismo de 1965.

## Palmarés internacional
| Representando al Equipo Alemán Unificado |                  |                   |             |
| Juegos Olímpicos                         |                  |                   |             |
| Año                                      | Lugar            | Medalla           | Competición |
| 1964                                     | Tokio (Japón)    | Medalla de oro    | C1 1000 m   |
| Representando a la RDA                   |                  |                   |             |
| Campeonato Europeo                       |                  |                   |             |
| Año                                      | Lugar            | Medalla           | Competición |
| 1965                                     | Snagov (Rumania) | Medalla de bronce | C1 1000 m   |